# タンリン郡区
タンリン郡区（ビルマ語: သန်လျင်မြို့ - 英: Thanlyin Township、旧称：シリアム - 英: Syriam）はミャンマー南部、ヤンゴン地方域にある港湾都市。

## 地理

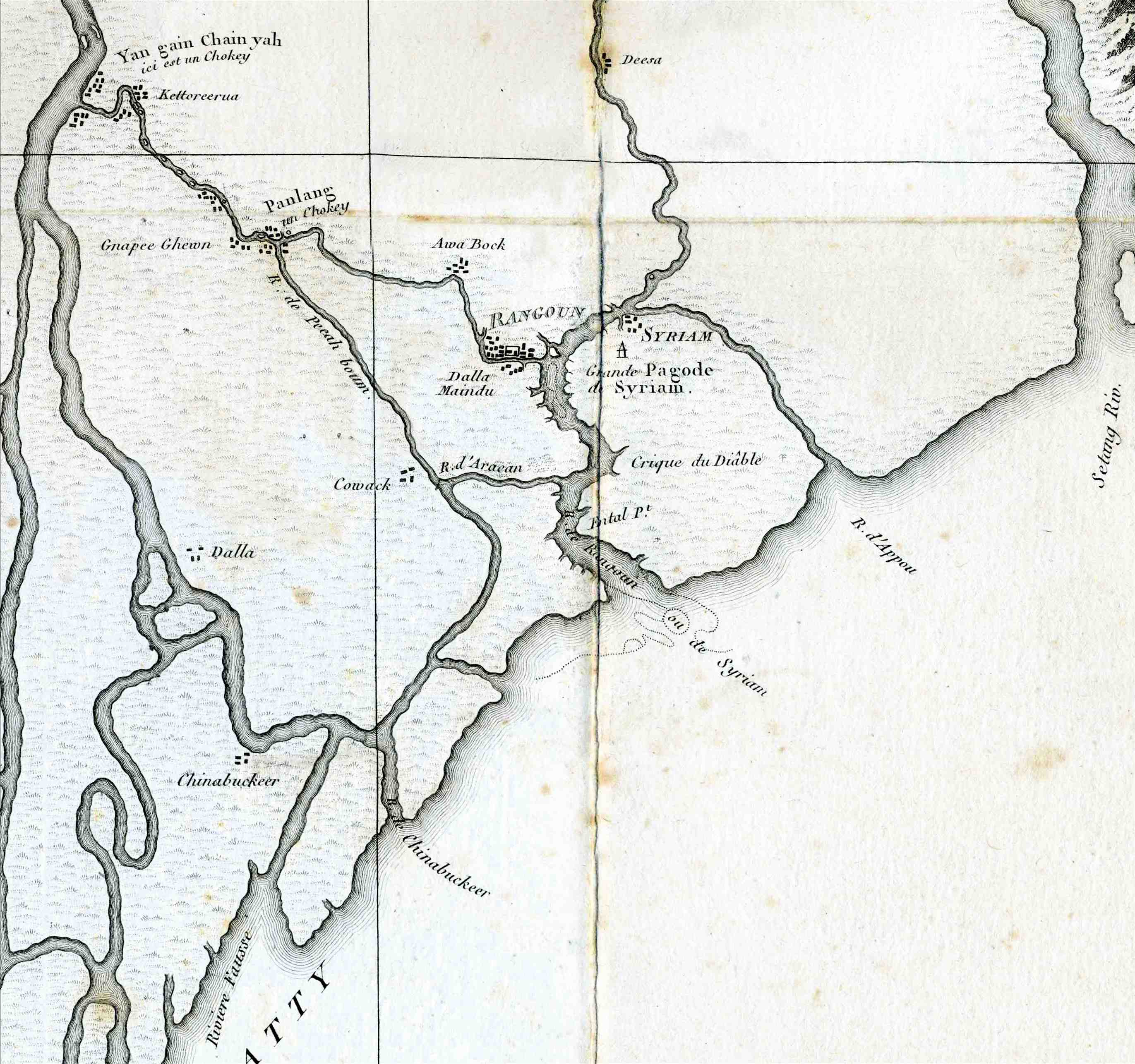
Syriam（シリアム） : "Irraouaddy"（イラワジ川）の地図 (Thomas Wood, 1795年). Relation de l'Ambassade anglaise envoyée dans le royaume d'Ava, par la major Michel Symes. Paris, Buisson, AN IX (1800年).

ティラワ港を擁している。
バゴー川にはタンリン橋及び第2タンリン橋が架けられており、高速道路6号線がヤンゴンとティラワ港、ティラワ経済特区及びタンリン工業区を結んでいる。
エーヤワディー川（旧名イラワジ川）に面している。

## 歴史
15世紀にペグー王朝の統治下で開港された。1599年にポルトガル人ビルマ傭兵フェリペ・デ・ブリトが支配したが、1613年にアナウペッルンが平定した。国際貿易に利用された他、造船所も置かれていた。